# Leptostylus lividus
Leptostylus lividus es una especie de escarabajo longicornio del género Leptostylus, categorizada en la tribu Acanthocinini, de la subfamilia Lamiinae. Fue descrita por Hovore en 1990.

## Descripción
Mide 6,5-10,5 mm de longitud.

## Distribución
Se distribuye por Costa Rica.